# Condado de Coosa
O Condado de Coosa é um dos 67 condados do estado norte-americano do Alabama. De acordo com o censo de 2022, sua população é de 10.166 habitantes. A sede de condado é Rockford, e a sua maior cidade é Goodwater. O condado foi fundado em 1832 e o seu nome provém de uma aldeia da tribo ameríndia creek e do Rio Coosa, que delimita uma das fronteiras do condado.

## História
O condado tem sua origem em terras cedidas pelos creeks no Tratado de Cusseta, e foi estabelecido em 18 de dezembro de 1832, formado por partes dos condados de Montgomery e Shelby. Ganhou um pequeno trecho do condado de Montgomery em 1837 e perdeu parte de sua porção meridional para a criação do condado de Elmore, em 1866.

## Geografia
De acordo com o censo, sua área total é de 1,724 km², destes sendo 1,685 km² de terra e 39 km² de água. O condado está localizado na região de Piedmont.

### Condados adjacentes
- Condado de Talladega, norte
- Condado de Clay, nordeste
- Condado de Tallapoosa, leste
- Condado de Elmore, sul
- Condado de Chilton, oeste
- Condado de Shelby, noroeste

## Transportes

### Principais rodovias
- U.S. Highway 231
- U.S. Highway 280
- Alabama State Route 9
- Alabama State Route 22
- Alabama State Route 115
- Alabama State Route 259

## Demografia
De acordo com o censo de 2022:
- População total: 10.166
- Densidade: 6 hab/km²
- Residências: 6.071
- Famílias: 3.824
- Composição da população:
  - Brancos: 67,7%
  - Negros: 29,6%
  - Nativos americanos e do Alaska: 0,7%
  - Asiáticos: 0,2%
  - Nativos havaianos e outros ilhotas do pacífico: 0,2%
  - Duas ou mais raças: 1,6%
  - Hispânicos ou latinos: 2,7%

## Comunidades

### Vilas
- Goodwater
- Kellyton
- Rockford (sede)

### Áreas Censitárias
- Equality
- Hanover
- Hissop
- Mount Olive
- Nixburg
- Ray
- Stewartville
- Weogufka

### Comunidades não-incorporadas
- Dollar
- Fishpond
- Hatchet
- Marble Valley